# Tamp-Blow-Verfahren
Als Tamp-Blow-Verfahren bezeichnet man das Verfahren, bei dem eine berührungslose Etikettierung stattfindet.
Auf eine Vakuumplatte wird das fertig gedruckte Etikett gespendet und mittels Vakuum, erzeugt durch ein Venturi-Ventil (Vakuumsaugdüse) gehalten. Kurz vor Erreichen des Produktes wird ein Abstoßimpuls erzeugt, der den Vakuum-Effekt umkehrt und das Etikett auf das Produkt aufbläst.